# Pic Petit de Segre
El Pic Petit de Segre o Puigmal Petit de Segre és una muntanya de 2.808,8 metres situada entre els termes comunals d'Er i de Llo, tots dos de la comarca de l'Alta Cerdanya, a la Catalunya del Nord, i el municipal de Queralbs, a la del Ripollès. Forma part del circ de muntanyes que delimiten la Vall de Núria.
Està situat a la carena axial dels Pirineus, al sud-oest del Puigmal de Segre, a l'est-sud-est del Puigmal de Llo i al nord del Puigmal d'Er. És el segon, comptant des de l'oest, dels cims que conformen la Vall de Núria.